# Proixtxànie
Proixtxànie (rus: Прощание) és una pel·lícula dramàtica soviètica del 1983 basada en la novel·la de Valentin Rasputin Proixtxànie s Matioroi i dirigida per Elem Klímov.

## Argument
L'existència del poble de Matiora, situat en una petita illa del mateix nom, es veu amenaçada d'inundació per la construcció d'una presa per donar servei a una central hidroelèctrica. Els vilatans s'oposen al seu desplaçament i a la pèrdua de les seves tradicions, però finalment es veuen obligats a acomiadar-se de la seva terra natal.

## Repartiment
- Stefaniya Stanyuta com a vella Daria
- Lev Durov com a Pavel Pinegin
- Aleksei Petrenko com a Vorontsov
- Leonid Kryuk com a Petrukha
- Vadim Yakovenko com Andrei Pinegin
- Yuri Katin-Yartsev com a Bogodul
- Denis Luppov com a Koliana

## Producció
Mentre explorava llocs el juny de 1979 per a la seva adaptació planificada de la faula ecològica, la directora original Larissa Xepitko va morir en un accident de cotxe juntament amb quatre membres del seu equip de rodatge. Després d'un retard, el projecte va ser finalment completat l'any 1981 pel seu vidu Elem Klímov i, tot i que es va suspendre durant dos anys més, finalment se li va donar un llançament limitat a la Unió Soviètica el 1983. Originalment es va triar per obrir el 34è Festival Internacional de Cinema de Berlín, inicialment se li va negar una llicència d'exportació fins que tres anys més tard es va projectar a Berlín. El seu llançament el 1986 l'alinea amb la nova política de Glasnost sota el mandat de Mikhail Gorbatxov, que qüestiona tant la burocràcia com el progrés tecnològic.As head of the Union of Cinematographers, Klimov was also responsible for the release of many other banned or shelved films in this era.

## Temes

### Ecologia i progrés
Proixtxànie s'uneix a la llarga tradició del cinema soviètic d'inspeccionar la relació entre tecnologia i natura. Serguei Eisenstein, Dziga Vertov i Oleksandr Dovjenko estaven preocupats per la bellesa de la màquina la representació de la qual era en gran part positiva fins a l'alliberament cultural del Desglaç de Khrusxov. La construcció de la presa més gran del món a Sibèria, entre altres projectes ambientals destructius com el desastre de Txernòbil que es va produir el mateix any de la publicació oficial de la pel·lícula, començaven a provocar una degradació ecològica que era "massa dràstica per ignorar-la". La inundació de Matiora a Proixtxànie és una referència directa i una exploració simbòlica de la conseqüència d'aquestes decisions.
Els personatges de Proixtxànie representen les diferents posicions que la societat pot adoptar respecte al progrés. Daria representa els ideals del vell món de la santedat ecològica, és la "encarnació de la resistència passiva al progrés tecnològic". El seu fill, que ha d'evacuar el poble, es troba atrapat entre els dos mons, però les bones intencions del seu fill no li impedeixen preparar la ciutat per a la seva destrucció. I, finalment, el net de Daria és emblemàtic de la vida de la ciutat, totalment deslligat de les seves arrels tradicionals i indefens davant la corrupció espiritual.

### Nostàlgia
En evocar un poble idíl·lic de Sibèria, no tocat per bona part de l'agitació política del segle xx, Proixtxànie evoca una "terra mítica" que significa per als russos el que el Far West fa per als estatunidencs. L'arbre mil·lenari que no es pot arrencar, l'entrellaçament del cristianisme i el paganisme i la densa boira miope de l'escena final de la pel·lícula representen l'estat d'ànim nostàlgic de l'era soviètica tardana: la recerca d'una unitat perduda, una identitat desplaçada i la desorientació d'una societat robada del seu futur.
| « | Klímov reflecteix la desil·lusió d'una societat soviètica postindustrial que ha abandonat oficialment la retòrica d'aconseguir el comunisme en un futur proper. | » |

En romanticitzar la senzillesa de la vida del poble, Proixtxànie utilitza imatges d'un passat mític rus per crear l'anhel d'un retorn mític impossible, "la pèrdua d'un món encantat amb netejar les fronteres i els valors". Aquest món encantat, la "nostàlgia postsoviètica" és una memòria augmentada que "reimagina el trencament del comunisme, com el trencament de quel com més personal, innocent i ple d'esperança ... que va marcar la infantesa i la joventut." A Proixtxànie, la idíl·lica Matiora queda literalment submergida sota el pes del progrés i del temps, fent que les restes del passat presoviètic siguin literalment i espiritualment irrecuperables.